# イノセンス・プロジェクト
イノセンス・プロジェクト（Innocence Project）は、DNA鑑定によって冤罪証明を行う非営利活動機関。　アメリカ合衆国、日本、カナダ、英国、韓国、台湾、オーストラリア、ニュージーランド、南アフリカ（Wits Justice Project）で行われている

## 年表
- 1992年、アメリカ合衆国司法省とアメリカ合衆国上院との共同研究をもとに[4]、バリー・シェック（英語版）とピーター・ニューフェルド（英語版）によって、ベンジャミン・N・カードーゾ・ロー・スクール（イェシーバー大学）の活動として開始[5]。
- 2003年、非営利機関501(c)(3) となる。[6]

- 2007年、懲役45年を受けていたJames Calvin Tillman は18年の投獄の後、イノセンス・プロジェクトにより潔白証明
- 2009年12月、35年投獄されていたJames Bain はイノセンス・プロジェクトのDNA鑑定により潔白証明[7][8]
- 2010年6月、1986年から投獄されていたBarry Gibbsの潔白証明[9][10]
- 2010年9月、Kevin Keithはイノセンス・プロジェクトの証拠提示により減刑[11]

- 2011年1月23日時点、DNA鑑定により、アメリカ合衆国の受刑者266人の潔白証明[15]

## 日本のイノセンス・プロジェクト
日本におけるイノセンス・プロジェクト（Innocence Project Japan(略称：IPJ)）は、2016年4月、アメリカの活動を参考にして弁護士などの司法実務家，法学者，心理学者，情報科学者，一般市民などの有志により設立された。
IPJにおいては、被告人・（元）受刑者・ご家族・支援者・（元）弁護人などから支援の申し込みを受け、DNA型鑑定などの科学鑑定により、「えん罪」であることを明らかにできるかどうかを検討し、構成メンバーの科学者や法学者への相談、弁護士の間での議論を経て、基準に合致していれば、支援決定を行うものとされている。支援決定を受けた事件については、協力する科学者のネットワークを利用して、協力科学者に依頼をしたり、専門家を紹介したり、鑑定に関するアドバイスが行われ、事件によっては、構成メンバーの弁護士が再審請求等を行うこともあるという。 なお、IPJは支援にあたって報酬を受け取らず、全て無償による支援が行われる。
実際にIPJが関与し、無罪判決を得た事件としては湖東記念病院事件や大阪AHT事件があり、現在は今西事件などが支援事件とされている。

### イノセンス・プロジェクトによる潔白証明
- Cornelius Dupree
- Douglas Echols
- James Calvin Tillman
- Ken Wyniemko